# Častotice

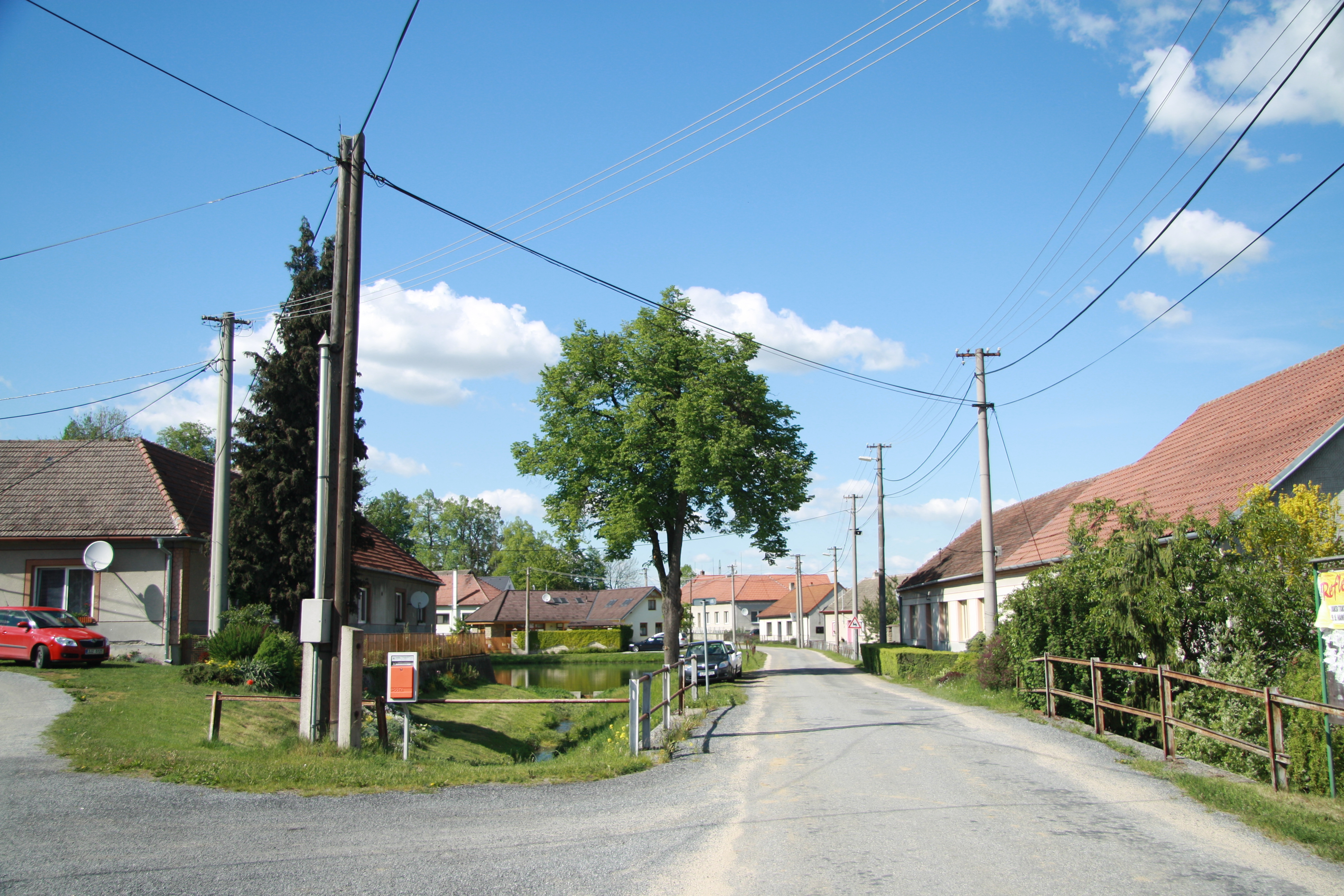
Ortszentrum

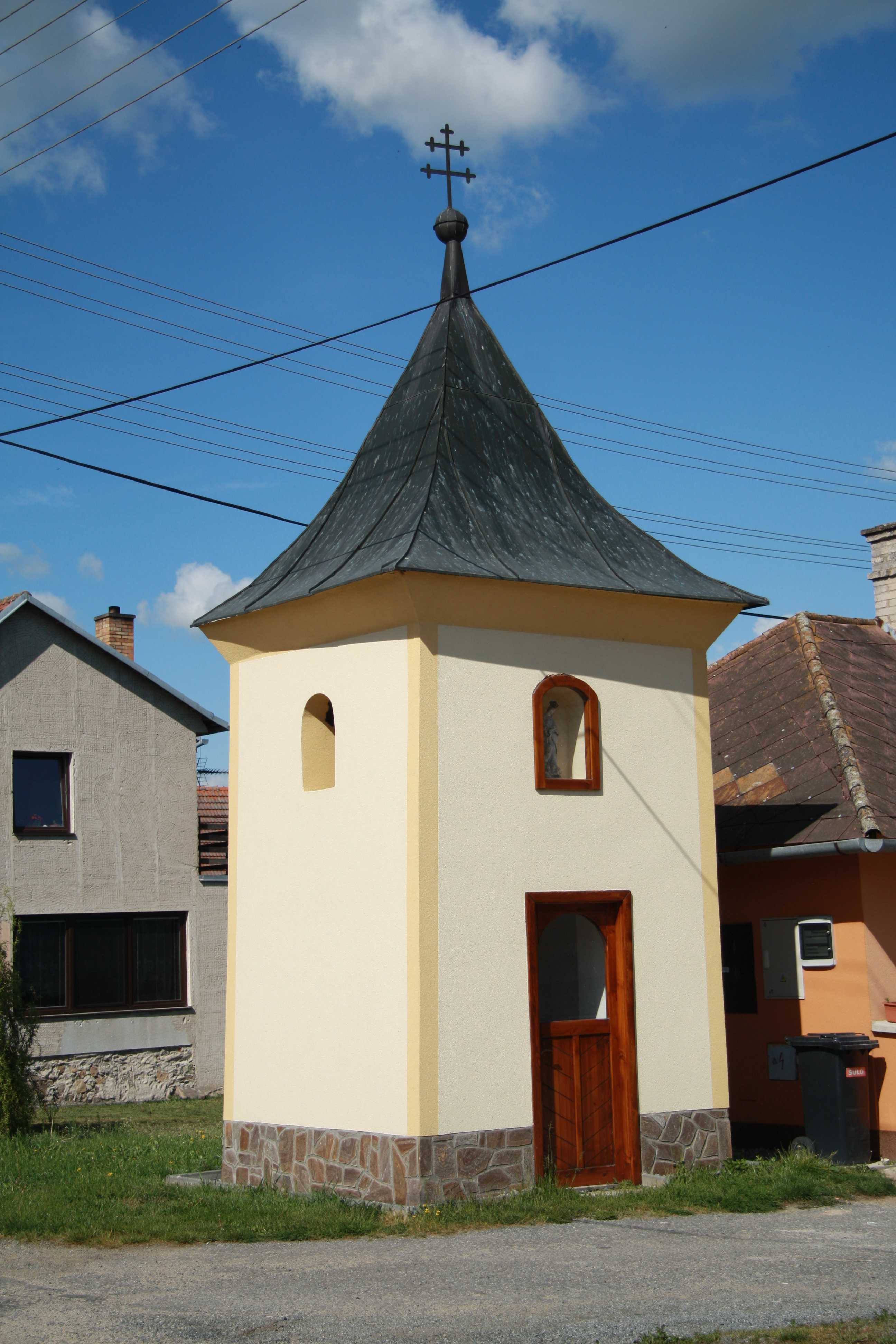
Kapelle der Jungfrau Maria

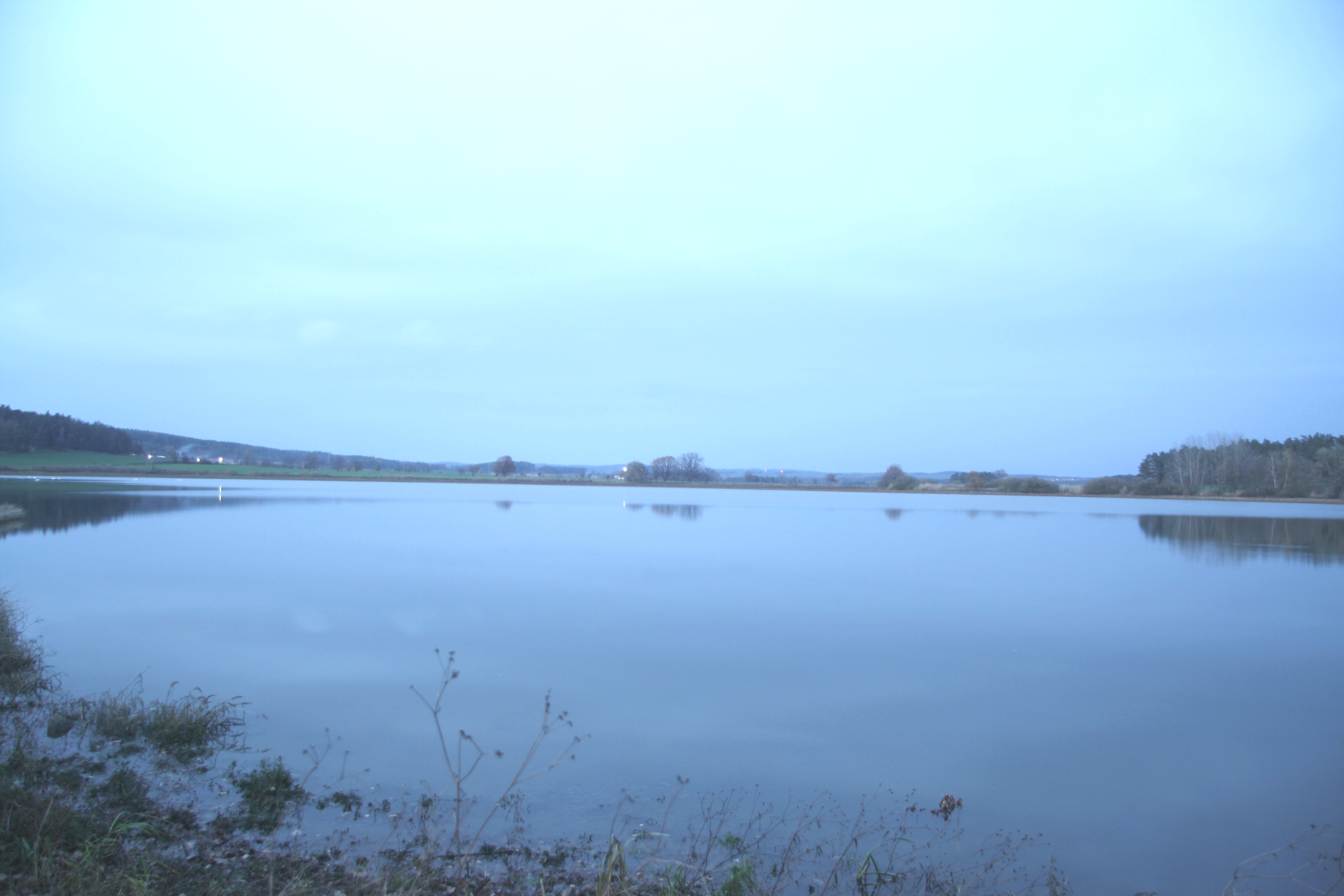
Teich Dubovec

Častotice (deutsch Czastotitz, 1939–45 Tschastotitz) ist ein Ortsteil der Gemeinde Zahrádka in Tschechien. Er liegt sechs Kilometer nordwestlich von Náměšť nad Oslavou und gehört zum Okres Třebíč.

## Geographie
Častotice befindet sich auf einer Hochfläche der Jevišovická pahorkatina (Jaispitzer Hügelland) im Süden der Böhmisch-Mährischen Höhe. Durch den Ort fließt der Bach Častotický potok. In der Nähe des Dorfes liegen mehrere größere Teiche: nordöstlich der Nový rybník (5,7 ha), südlich der Dubovec (31 ha) und der Stejskal (12 ha) sowie westlich der Hranečník. Gegen Nordwesten erhebt sich die Havary (501 m n.m.).
Nachbarorte sind Vaneč im Norden, Zahrádka im Nordosten, Ocmanice im Osten, Náměšť nad Oslavou, Padrtův Mlýn und Placký Dvůr im Südosten, Okarec im Süden, Studenec und U Nádraží im Südwesten, Pozďatín im Westen sowie Pyšel im Nordwesten.

## Geschichte
Častotice wurde wahrscheinlich nach einer Person Čistota bzw. Častohošť benannt. Die erste schriftliche Erwähnung des zur Feste Eywanč gehörigen Dorfes erfolgte 1353, als Přibka von Eywanč ihr Wittum in Častotice und Zahrádka ihren Söhnen Tobias und Sezema schenkte. Nach dem Tode der Brüder Sezema und Tobias von Eywanč fielen deren Güter Eywanč, Ocmanice, Častotice, Studnice und Zahrádka um 1360 an den Landesherren heim. Markgraf Johann Heinrich schenkte die heimgefallenen Güter 1366 dem Johann von Meziříč, der Častotice an Peter von Častotice verpfändete. Letzterer kaufte 1369 von Kuneš von Tasov noch einen Hof in Jinošov, den er 1371 wieder an Zbyněk von Újezd veräußerte. Später wurde das Gut der Herrschaft Namiescht zugeschlagen. Im Zuge der Trennung der Herrschaften Meziříčí und Namiescht durch die Herren von Krawarn wurde Častotice 1437 zusammen mit der Burg Namiescht an Matthäus Schwanberg von Skrziwin veräußert und blieb danach immer bei Namiescht. Im Jahre 1446 wurde noch ein Zich von Častotice erwähnt, dieser besaß aber bestenfalls Anteile an dem Dorf. 1674 gab es in Častotice drei Ganzhüfner, einen Dreiviertelhüfner und zwei Häusler mit Feld; ein weiteres Dreiviertelhufengut sowie eine Häuslerstelle lagen noch seit dem Dreißigjährigen Krieg wüst. Ab 1752 gehörte die Herrschaft Namiescht den Grafen Haugwitz.
Im Jahre 1842 bestand das im Znaimer Kreis auf einer Anhöhe gelegene Dorf Czastotitz bzw. Častotice aus 11 Häusern, in denen 85 Personen lebten. Pfarr- und Schulort war Pischello. Auf Czastotitzer Flur befanden sich die bedeutendsten Fischteiche der Herrschaft. Bis zur Mitte des 19. Jahrhunderts blieb Czastotitz der Fideikommissgrafschaft Namiescht untertänig.
Nach der Aufhebung der Patrimonialherrschaften bildete Častotice / Czastotitz ab 1849 einen Ortsteil der Marktgemeinde Namiest im Gerichtsbezirk Namiest. Ab 1869 gehörte Častotice zum Bezirk Trebitsch. Zu dieser Zeit hatte das Dorf 80 Einwohner und bestand aus 11 Häusern. Im Jahre 1894 lösten sich Zahrádka und Častotice von Namiest los und bildeten die Gemeinde Zahrádka. Im Jahre 1900 lebten in Častotice 101 Personen; 1910 waren es 97. Beim Zensus von 1921 lebten in den 13 Häusern des Dorfes 87 Personen, darunter 86 Tschechen. Im Jahre 1930 bestand Častotice aus 15 Häusern und hatte 86 Einwohner. Zwischen 1939 und 1945 gehörte Častotice / Tschastotitz zum Protektorat Böhmen und Mähren. 1948 wurde Častotice dem Okres Velká Bíteš zugeordnet. Im Jahre 1950 hatte Častotice 69 Einwohner. Im Zuge der Gebietsreform und der Aufhebung des Okres Velká Bíteš wurde das Dorf am 1. Juli 1960 dem Okres Třebíč zugewiesen. Beim Zensus von 2001 lebten in den 19 Häusern von Častotice 56 Personen.

## Ortsgliederung
Der Ortsteil Častotice bildet einen Katastralbezirk. 

## Sehenswürdigkeiten
- Kapelle der Jungfrau Maria auf dem Dorfplatz
- Erdställe (lochy) unter dem Dorf